# 埃克洛斯
埃克洛斯（法語：Eclose，法語發音：[ekloz]）是法国伊泽尔省的一个旧市镇，原属维埃纳区。2015年1月1日，埃克洛斯与市镇巴迪尼耶尔合并为新市镇埃克洛斯-巴迪尼耶尔，随新市镇改属拉图尔迪潘区。

## 地理
埃克洛斯（45°29'57.9999998"N, 5°18'0.0000000"E）面积10.29 平方千米，位于法国奥弗涅-罗讷-阿尔卑斯大区伊泽尔省，该省份为法国东南部内陆省份，北起顺时针与安省、萨瓦省、上阿尔卑斯省、德龙省、阿尔代什省、卢瓦尔省和罗讷省。
与埃克洛斯接壤的市镇（或旧市镇、城区）包括：巴迪尼耶尔。
埃克洛斯的时区为UTC+01:00、UTC+02:00（夏令时）。

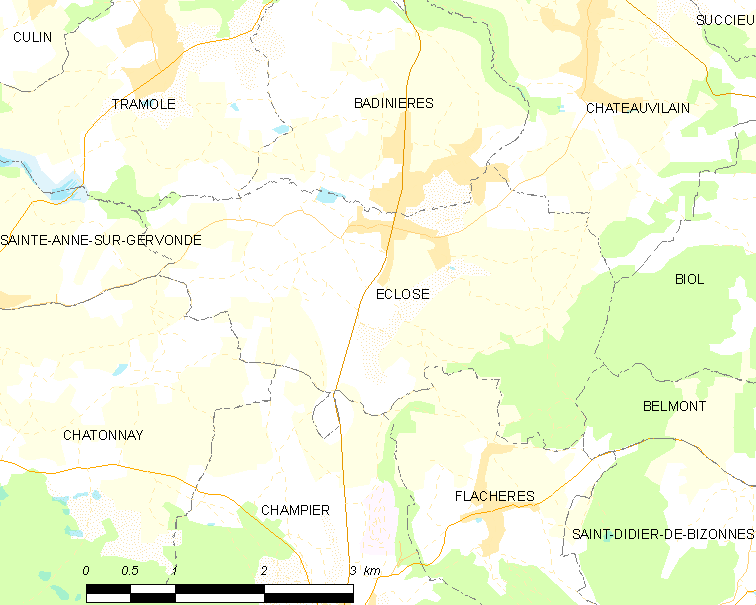
埃克洛斯的OSM定位图

## 行政
埃克洛斯的邮政编码为38300，INSEE市镇编码为38152。

## 政治
埃克洛斯所属的省级选区为布尔关雅略县。

## 人口

1962-2008年间埃克洛斯人口变化图示

埃克洛斯于2017年1月1日时的人口数量为753人。